# Archidiecezja Nowego Orleanu

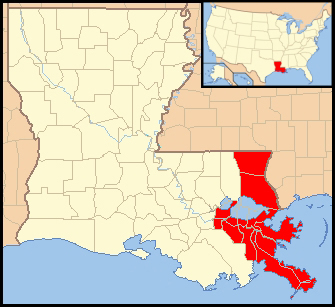
Mapa archidiecezji Nowy Orlean

Archidiecezja Nowego Orleanu (łac. Archidioecesis Novae Aureliae, ang. Roman Catholic Archdiocese of New Orleans) – rzymskokatolicka archidiecezja metropolitalna ze stolicą w Nowym Orleanie, w stanie Luizjana, Stany Zjednoczone.
Katedra św. Ludwika jest katedrą diecezjalną w archidiecezji nowoorleańskiej.
Archidiecezja znajduje się w regionie V (AL, KY, LA, MS, TN) i obejmuje terytorialnie 8 cywilnych parafii: Jefferson, Orleans, Plaquemines, St. Charles, St. John the Baptist, St. Tammany i Washington.

## Historia
Kościół katolicki był obecny w Nowym Orleanie od czasu założenia miasta przez Francuzów w 1718. Pierwsze parafie Nowego Orleanu i Luizjany zostały włączone do diecezji Luizjana i kolonii Floryda 25 kwietnia 1793 roku. Diecezja pierwotnie objęła całe terytorium Luizjany, od zatoki meksykańskiej do granicy kanadyjskiej, jak również półwysep Floryda.
Data powstania czyni ją drugą, najstarszą, diecezją w dzisiejszych Stanach Zjednoczonych, po diecezji baltimorsiej założonej 6 listopada 1789 roku. Do czasu ustanowienia diecezji nowoorleańskiej jej terytorium było częścią archidiecezji San Cristobal de la Habana (Hawana), obecnie na Kubie.
Diecezji była dzielona na mniejsze diecezji kilka razy, i wiele współczesnych diecezji w centralnej części Stanów Zjednoczonych było pierwotnie częścią diecezji Luizjana. Jako stolica Luizjany, miasto zostało sprzedane Stanom Zjednoczonym w 1803 roku. Nazwa diecezji została zmieniona na diecezję Nowy Orlean w 1830 roku i obejmowała obecne tereny Luizjany i Missisipi. Diecezja Nowy Orlean została podniesiona do rangi archidiecezji w 1850 roku. W miarę wzrostu liczby ludności w Luizjanie, archidiecezja Nowego Orleanu zostało podzielone na kilka dodatkowych diecezji. 

## Seminaria
- Notre Dame Seminary
- Saint Joseph Seminary College

## Dekanaty
- Dekanat I - Cathedral
- Dekanat II - City Park-Gentilly
- Dekanat III - Uptown
- Dekanat IV - East Jefferson
- Dekanat V - St. John/St. Charles
- Dekanat VI - West Bank
- Dekanat VII - Algiers/Plaquemines
- Dekanat VIII - St. Bernard
- Dekanat IX - West St. Tammany-Washington
- Dekanat X - East St. Tammany-Washington

## Sufraganie
Arcybiskup Nowego Orleanu jest również metropolitą Nowego Orleanu.
- Diecezja Alexandria
- Diecezja Baton Rouge
- Diecezja Houma-Thibodaux
- Diecezja Lafayette
- Diecezja Lake Charles
- Diecezja Shreveport

## Ordynariusze
Diecezja Luizjana i kolonia Floryda
- Luis Ignatius Peñalver y Cárdenas (1793–1801)
- Francisco Porró y Reinado (1801–1803)

Diecezja Luizjana od 1803 roku
- John Carroll (1805–1812)
- Louis-Guillaume Dubourg (1812–1826)
- Joseph Rosati (1826–1829)

Diecezja Nowy Orlean od 1830 roku
- Leo-Raymond de Neckere (1830—1833)
- Antoine Blanc (1835–1850)

Archidiecezja Nowy Orlean od 1850 roku
- Antoine Blanc (1850–1860)
- Jean-Marie Odin (1861–1870)
- Napoléon-Joseph Perché (1870–1883)
- Francis Xavier Leray (1883–1887)
- Francis Janssens (1888–1897)
- Placide-Louis Chapelle (1897–1905)
- James Hubert Blenk (1906–1917)
- John William Shaw (1918–1934)
- Joseph Francis Rummel (1935–1964)
- John Cody (1964–1965)
- Philip Hannan (1965–1989)
- Francis Schulte (1989–2001)
- Alfred Hughes (2002–2009)
- Gregory Aymond (2009–obecnie)